# 王任才
王任才（1930年7月—2018年10月6日），男，云南腾冲人，中国政治人物，曾任昆明市政协主席、第七届全国人大代表。

## 生平
1942年就读于昆明国立西南中山中学（1945年改称国立西南中山高级工业职业学校）。1947年6月在该校入党的外围组织中国民主青年同盟。1948年9月加入中国共产党。历任中共平彝县（1954年改称富源县）黄泥河支部书记、平中区、第二区区委书记、区长，中共平彝县委委员、共青团平彝县委书记。1954年后，历任中央有色金属工业局昆明有色设计公司（设计院、勘察公司）副科长、科长、党总支副书记。1960年8月后，历任昆钢炼铁厂、八街矿、团钢厂党委书记。1980年，任昆钢公司党委副书记。1982年，任昆阳磷矿矿务局党委副书记、书记。1985年，任云南省化工厅副厅长、党组副书记。1986年后，任昆明市人民政府副市长、代理市长，昆明市政协主席。是第七届全国人大代表。2018年10月6日2时30分在昆明逝世。